# 范公酒業
山東范公酒業有限公司，簡稱山東范公酒業，以及范公酒業（英語：Shandong Fangong Wines Company Limited），在1958年位於山東省鄒平縣成立。
主要生產及銷售「范公牌」系列白酒，總部位於山东邹平县黛溪三路59号。現時由西王集團有限公司旗下公司。總裁為王建新。

## 連結
- FanGongJiuYe.com